# Balcombe
Balcombe är en ort och civil parish i Storbritannien.   Den ligger i grevskapet West Sussex och riksdelen England, i den södra delen av landet, 50 km söder om huvudstaden London. Balcombe ligger 101 meter över havet och antalet invånare är 1 765.
Terrängen runt Balcombe är platt, och sluttar söderut. Runt Balcombe är det tätbefolkat, med 383 invånare per kvadratkilometer. Närmaste större samhälle är Crawley, 7,1 km nordväst om Balcombe. Trakten runt Balcombe består i huvudsak av gräsmarker.